# Otterlose Zand
Het Otterlose Zand, of Otterlosche Zand, is een stuifzandgebied in het Nederlandse Nationaal Park De Hoge Veluwe. Het heeft een oppervlakte van 3 km². Op deze zandvlakte staat het Monument Christiaan de Wet.
Door de aanleg van een zogenaamde corridor in het Otterlose Bos — De Plijmen — wordt het Otterlose Zand verbonden met de zuidelijker gelegen natuurgebieden 't Rieselo, het Oud-Reemsterzand en De Pollen.
Het Otterlose zand wordt anno 2022 ernstig bedreigd door de stikstofcrisis: het zand wordt overwoekerd door grove dennen en ongewenst mos. Om die reden is de De Wetstraat, die dwars door het natuurgebied loopt, afgesloten voor gemotoriseerd verkeer.

## Afbeeldingen

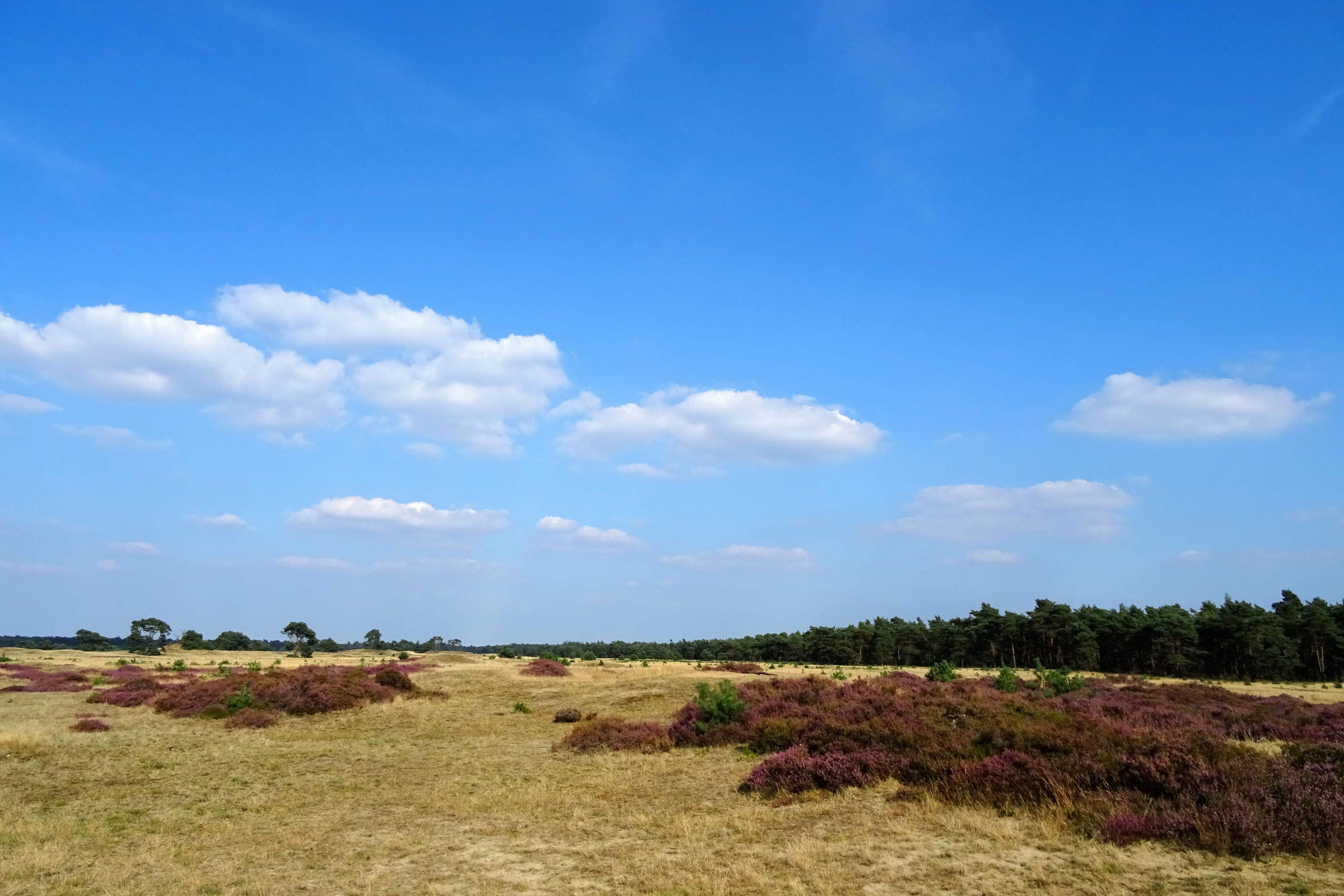
Het Otterlose Zand (zuidzijde)
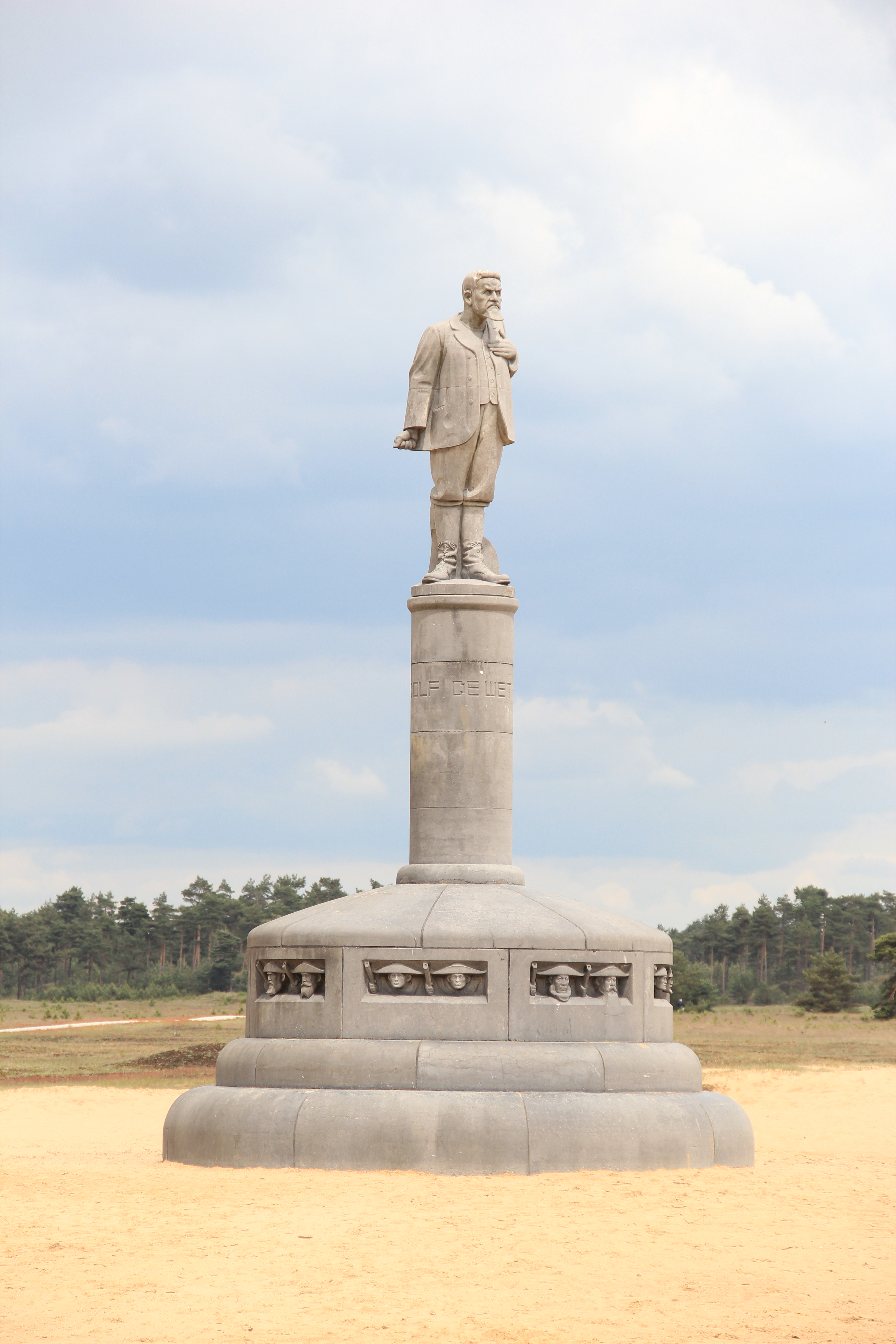
Monument Christiaan de Wet